# Antonio Solari
Antonio Solari (Rijks-Italië, 1700 — Pools-Litouwse Gemenebest, 17 augustus 1763) was een 18e-eeuwse Poolse architect van Italiaanse afkomst.

## Biografie
Antonio was de zoon van de Italiaanse beeldhouwer Roch Solari. Hij genoot een kunstopleiding in Italië en werd in 1726 aangesteld hofarchitect van August II van Polen. Zijn succes had hij te danken aan zijn vader en de Italiaanse kunstenaars aan de Wisła. Antonio Solari staat bekend om zijn laat-barokke reconstructies van de Kerk van de Aartsengel Michaël en Sint-Stanislaus en het Koninklijk Kasteel van Warschau.
| Naam                                              | Bouwjaar  | Adres                    | Plaats   | Bijzonderheden                          | Afbeelding |
| ------------------------------------------------- | --------- | ------------------------ | -------- | --------------------------------------- | ---------- |
| Johannes de Deoklooster                           | 1726-1728 | ul. Bonifraterska 12     | Warschau | Samen met Giuseppe Fontana              |            |
| Klooster van het Heilige Sacrament                | 1728      | Rynek Nowego Miasta      | Warschau | Samen met Józef Fontaną                 |            |
| Kapittelkerk van Łuków                            | 1733-1762 | pl. Gabriela Narutowicza | Łuków    |                                         |            |
| Piaristencollege van Radom                        | 1737-1756 | Rynek 11                 | Radom    |                                         |            |
| Kerk van de Aartsengel Michaël en Sint-Stanislaus | 1740-1743 | ul. Skałeczna 15         | Krakau   | Bouw voltooid en zijaltararen ontworpen |            |
| Sint-Stanislauskerk                               | 1740-1749 | ul. Floriańska 1         | Siedlce  |                                         |            |
| Koninklijk Kasteel van Warschau                   | 1741-1746 | plac Zamkowy 4           | Warschau | Bouw voltooid                           |            |
| Sint-Franciscuskerk                               | 1746-1749 | ul. Zakroczymska 1       | Warschau | Kapel van de Heilige Drie-eenheid       |            |
| Scapulier van Onze Lieve Vrouwekerk               | 1747-1752 | ul. Franciszkańska 22    | Warka    | Uitbreiding                             |            |
| Gereformeerde Fransiscanenklooster van Siennica   | 1749-1754 | ul. Mińska 34            | Siennica | Gedeeltelijke heropbouw                 |            |

- Union List of Artist Names: 500006149
- Virtual International Authority File: 95718273